# Eléni Theochárous
Eléni Theochárous (en grec moderne : Ελένη Θεοχάρους, née à Áno Amíandos, Limassol à Chypre le 24 juin 1953) est une femme politique chypriote (qui possède aussi la nationalité grecque), ancienne membre du Rassemblement démocrate chypriote (DISY).

## Biographie
Elle est élue à la Chambre des représentants de 2001 à 2009.
Après avoir été observatrice au Parlement européen avant l'adhésion de son pays à l'Union européenne, elle y a été élue lors des élections européennes de 2009, réélue en 2014. Elle y siège au sein du groupe des Conservateurs et réformistes européens depuis le mois de mars 2016 après avoir été membre du groupe du Parti populaire européen.
En 2015, elle quitte le Rassemblement démocrate chypriote et fonde en janvier 2016 le Mouvement solidarité.
À la suite de déclarations jugées comme incitant la haine, le racisme, et allant à l’encontre de la multiculturalité en Albanie, elle est déclarée persona non grata dans ce pays.